# Patrick Cutrone
Patrick Cutrone (Como, 3 gennaio 1998) è un calciatore italiano, attaccante del Como.

## Biografia
Nato a Como da padre campobassano e madre lariana, è cresciuto nella frazione Parè di Colverde. Il numero di maglia 63, utilizzato al Milan e alla Fiorentina, è in onore dell'anno di nascita del padre. È stato soprannominato "Pokémon" in famiglia, nome affibbiatogli dallo zio da bambino.
È sposato e ha una figlia.

## Caratteristiche tecniche
Considerato inizialmente uno dei migliori talenti italiani della sua generazione, è una punta centrale che gioca con grinta, il suo piede forte è il destro, tuttavia, quando tira dalla media distanza, calcia bene anche col sinistro, inoltre è abile nel colpo di testa essendo discretamente capace nel gioco aereo. Per il suo senso del gol ad inizio carriera è stato paragonato a Filippo Inzaghi, al quale ha dichiarato di ispirarsi.

## Carriera

### Club

#### Milan
La sua carriera ha inizio nella Parediense, dove esordisce a 5 anni tra i pulcini. All'età di 8 anni viene tesserato dal Milan, nel cui settore giovanile si fa notare realizzando ben 136 gol. Nell'estate 2016 viene aggregato alla prima squadra per il ritiro estivo, dal nuovo allenatore Montella. Il 21 maggio 2017, a 19 anni, esordisce in Serie A, nella vittoria per 3-0 contro il Bologna alla penultima giornata che frutta ai rossoneri la qualificazione europea dopo un'assenza di tre anni.
Per la stagione seguente viene inserito stabilmente in prima squadra e il 27 luglio esordisce in Europa League giocando contro l'Universitatea Craiova nel terzo turno preliminare. Nella gara di ritorno, disputata il 3 agosto, segna il primo gol da professionista contribuendo al successo per 2-0. Il 20 agosto 2017, alla 1ª giornata di campionato, realizza la prima rete in Serie A nella gara vinta (per 3-0) sul campo del Crotone. Il 23 novembre realizza la prima doppietta con il Milan, nella gara di Europa League vinta 5-1 contro l'Austria Vienna. Va a segno anche all'esordio in Coppa Italia, nel successo contro l'Hellas Verona (3-0): nei quarti di finale della stessa competizione, realizza il gol che decide il derby con l'Inter. Spesso preferito ai nuovi acquisti André Silva e Kalinić, risulta il miglior marcatore stagionale con 18 gol complessivi, 10 dei quali realizzati in campionato. Grazie anche al suo contributo, i rossoneri accedono alla finale della coppa nazionale (poi persa contro la Juventus) e raggiungono un'altra qualificazione in Europa League.
Nella stagione 2018-2019, dopo aver recuperato da un lieve infortunio in avvio, il 4 ottobre 2018 segna una doppietta nella gara di Europa League vinta 3-1 in casa contro l'Olympiakos. Il 29 novembre successivo va in rete nel 5-2 contro il Dudelange, risultando il più giovane calciatore italiano a segnare dieci gol nelle coppe europee, nonché il miglior marcatore del Milan in Europa League con dieci gol. Già penalizzato dall'arrivo di Gonzalo Higuaín, poi ceduto a gennaio, durante la seconda parte di stagione, pur realizzando una doppietta decisiva alla Sampdoria in Coppa Italia, è relegato in panchina dall'arrivo di Krzysztof Piątek. Termina la stagione con 9 gol totali, di cui tre realizzati in campionato.

#### Wolverhampton, prestito alla Fiorentina
Il 30 luglio 2019 viene ufficializzato il suo trasferimento a titolo definitivo al Wolverhampton per la cifra riportata di 18 milioni di euro più bonus. Sceglie la maglia numero 10. L'8 agosto esordisce con la maglia dei Wolves subentrando al posto di Matt Doherty al 63', nella partita di andata del terzo turno preliminare di Europa League vinta 4-0 in trasferta contro gli armeni del Pyunik. L'11 agosto successivo, ha fatto il suo esordio anche in Premier League entrando al 76' al posto di Diogo Jota, nella partita pareggiata 0-0 in trasferta contro il Leicester City. Il 14 settembre 2019 segna la sua prima rete con la maglia dei Wolves nella sconfitta casalinga per 2-5 contro il Chelsea in campionato. L'allenatore Nuno Espírito Santo lo utilizza soprattutto a partita in corso e l'esperienza inglese viene chiusa a metà stagione, con 24 presenze totali e 3 gol.
Cutrone torna in Italia il 10 gennaio 2020, vestendo la maglia della Fiorentina in prestito biennale con obbligo di riscatto e scegliendo di indossare la maglia numero 63. Fa il suo esordio in maglia viola il 15 gennaio, nel corso della partita degli ottavi di Coppa Italia vinta 2-1 in casa contro l'Atalanta, mettendo a segno la sua prima rete con la nuova maglia. Realizza il suo primo gol in campionato il 1º luglio, nella sconfitta in casa per 1-3 contro il Sassuolo. Termina la stagione con 4 gol in campionato in 19 presenze.
Nella stagione successiva, dopo aver ottenuto 13 presenze tra campionato e Coppa Italia senza realizzare reti, il 7 gennaio 2021 torna al Wolverhampton poiché la società viola risolve anticipatamente il prestito.

#### Ritorno a Wolverhampton, prestiti a Valencia ed Empoli
Il 31 gennaio 2021, dopo aver disputato due partite di Premier League e due partite di FA Cup con i Wolves, viene ufficializzato il suo trasferimento in prestito secco al Valencia.
Il 13 agosto 2021 viene ceduto nuovamente in prestito, questa volta all'Empoli. Due giorni dopo esordisce subito con i toscani nella partita di Coppa Italia contro il L.R.Vicenza (4-2). Il 23 ottobre segna la sua prima rete con i toscani, in occasione del successo per 2-4 in casa della Salernitana. Il 12 dicembre segna il gol decisivo nel successo per 0-1 in casa del Napoli.

#### Como
Il 29 agosto 2022, Cutrone firma un triennale con il Como, in Serie B che versa nelle casse del club inglese 2 milioni di euro. La stessa sera esordisce con i lariani nella sconfitta interna contro il Brescia, subentrando a 5 minuti dal termine. Il 17 settembre segna le prime reti con i lariani, nello specifico una doppietta nella partita casalinga con la SPAL, conclusasi con un pareggio per 3-3. Segna 14 reti nell'edizione 2023-2024 del campionato e ottiene il titolo di MVP. Nella stessa stagione il Como si classifica al secondo posto e ottiene la promozione diretta in Serie A.
Nel luglio del 2024, rinnova il proprio contratto con il club fino al 30 giugno 2028. esordisce nuovamente con il Como in serie A con la fascia da capitano al braccio contro la Juventus il 19 agosto. Il 26 agosto segna il primo gol con i lariani in serie A, consentendo alla squadra di Fàbregas di ottenere il primo punto in campionato.

### Nazionale
Ha fatto parte di tutte le rappresentative giovanili dell'Italia, dall'Under-15 all'Under-19, con un bilancio totale di 57 presenze e 31 gol. È stato convocato per l'Europeo Under-17 del 2015 (in cui l'Italia raggiunge i quarti di finale) e per l'Europeo Under-19 del 2016 che ha visto gli azzurri classificarsi secondi, perdendo la finale contro i pari età della Francia.
L'esordio con la nazionale Under-21 avviene il 1º settembre 2017, nell'amichevole persa 3-0 contro la Spagna a Toledo. Segna il suo primo gol con gli Azzurrini il successivo 4 settembre, nella vittoria (4-1) contro la Slovenia. Il 5 ottobre 2017 mette a referto una doppietta contro l'Ungheria, sconfitta per 6-2.
Nel marzo 2018 viene convocato in nazionale maggiore dal CT ad interim Di Biagio in vista delle amichevoli contro Argentina e Inghilterra. Esordisce in nazionale il 23 marzo 2018, a 20 anni, entrando al posto di Immobile nel secondo tempo della partita contro l'Argentina disputata a Manchester e vinta per 2-0 dai sudamericani.
Viene convocato per l'europeo Under-21 2019 disputato in Italia, dove segna un gol nella terza partita del girone contro il Belgio, contribuendo alla vittoria per 3-1 degli Azzurrini, che tuttavia non consente la qualificazione alla semifinale.
Nel ciclo successivo, con il CT Paolo Nicolato, eredita la fascia di capitano dopo il passaggio di Locatelli alla selezione maggiore e nel marzo del 2021 viene convocato per la fase a gironi dell'europeo Under-21, dove segna una doppietta nella terza gara del girone vinta 4-0 contro la Slovenia, partita in cui sbaglia anche un rigore. Nella successiva gara dei quarti di finale, contro il Portogallo, entra nella ripresa e realizza il gol del temporaneo pareggio prima dei supplementari, nei quali l'Italia viene eliminata.

## Statistiche

### Presenze e reti nei club
Statistiche aggiornate al 23 maggio 2025.
| Stagione             | Squadra              | Campionato           | Campionato | Campionato | Coppe nazionali | Coppe nazionali | Coppe nazionali | Coppe continentali | Coppe continentali | Coppe continentali | Altre coppe | Altre coppe | Altre coppe | Totale | Totale |
| Stagione             | Squadra              | Comp.                | Pres.      | Reti       | Comp.           | Pres.           | Reti            | Comp.              | Pres.              | Reti               | Comp.       | Pres.       | Reti        | Pres.  | Reti   |
| -------------------- | -------------------- | -------------------- | ---------- | ---------- | --------------- | --------------- | --------------- | ------------------ | ------------------ | ------------------ | ----------- | ----------- | ----------- | ------ | ------ |
| 2016-2017            | Milan                | A                    | 1          | 0          | CI              | 0               | 0               | -                  | -                  | -                  | SI          | -           | -           | 1      | 0      |
| 2017-2018            | Milan                | A                    | 28         | 10         | CI              | 5               | 2               | UEL                | 13                 | 6                  | -           | -           | -           | 46     | 18     |
| 2018-2019            | Milan                | A                    | 34         | 3          | CI              | 3               | 2               | UEL                | 5                  | 4                  | SI          | 1           | 0           | 43     | 9      |
| Totale Milan         | Totale Milan         | Totale Milan         | 63         | 13         |                 | 8               | 4               |                    | 18                 | 10                 |             | 1           | 0           | 90     | 27     |
| 2019-gen. 2020       | Wolverhampton        | PL                   | 12         | 2          | FACup+CdL       | 0+2             | 1               | UEL                | 10                 | 0                  | -           | -           | -           | 24     | 3      |
| gen.-ago. 2020       | Fiorentina           | A                    | 19         | 4          | CI              | 2               | 1               | -                  | -                  | -                  | -           | -           | -           | 21     | 5      |
| 2020-gen. 2021       | Fiorentina           | A                    | 11         | 0          | CI              | 2               | 0               | -                  | -                  | -                  | -           | -           | -           | 13     | 0      |
| Totale Fiorentina    | Totale Fiorentina    | Totale Fiorentina    | 30         | 4          |                 | 4               | 1               |                    | -                  | -                  |             | -           | -           | 34     | 5      |
| gen. 2021            | Wolverhampton        | PL                   | 2          | 0          | FACup+CdL       | 2+0             | 0               | -                  | -                  | -                  | -           | -           | -           | 4      | 0      |
| Totale Wolverhampton | Totale Wolverhampton | Totale Wolverhampton | 14         | 2          |                 | 4               | 1               |                    | 10                 | 0                  |             | -           | -           | 28     | 3      |
| gen.-giu. 2021       | Valencia             | PD                   | 7          | 0          | CR              | -               | -               | -                  | -                  | -                  | -           | -           | -           | 7      | 0      |
| 2021-2022            | Empoli               | A                    | 28         | 3          | CI              | 3               | 0               | -                  | -                  | -                  | -           | -           | -           | 31     | 3      |
| 2022-2023            | Como                 | B                    | 35         | 9          | CI              | -               | -               | -                  | -                  | -                  | -           | -           | -           | 35     | 9      |
| 2023-2024            | Como                 | B                    | 32         | 14         | CI              | 1               | 0               | -                  | -                  | -                  | -           | -           | -           | 33     | 14     |
| 2024-2025            | Como                 | A                    | 33         | 7          | CI              | 1               | 1               | -                  | -                  | -                  | -           | -           | -           | 34     | 8      |
| Totale Como          | Totale Como          | Totale Como          | 100        | 30         |                 | 2               | 1               |                    | -                  | -                  |             | -           | -           | 102    | 31     |
| Totale carriera      | Totale carriera      | Totale carriera      | 242        | 52         |                 | 21              | 7               |                    | 28                 | 10                 |             | 1           | 0           | 292    | 69     |

### Cronologia presenze e reti in nazionale
| Cronologia completa delle presenze e delle reti in nazionale ― Italia | Cronologia completa delle presenze e delle reti in nazionale ― Italia | Cronologia completa delle presenze e delle reti in nazionale ― Italia | Cronologia completa delle presenze e delle reti in nazionale ― Italia | Cronologia completa delle presenze e delle reti in nazionale ― Italia | Cronologia completa delle presenze e delle reti in nazionale ― Italia | Cronologia completa delle presenze e delle reti in nazionale ― Italia | Cronologia completa delle presenze e delle reti in nazionale ― Italia |
| Data                                                                  | Città                                                                 | In casa                                                               | Risultato                                                             | Ospiti                                                                | Competizione                                                          | Reti                                                                  | Note                                                                  |
| --------------------------------------------------------------------- | --------------------------------------------------------------------- | --------------------------------------------------------------------- | --------------------------------------------------------------------- | --------------------------------------------------------------------- | --------------------------------------------------------------------- | --------------------------------------------------------------------- | --------------------------------------------------------------------- |
| 23-3-2018                                                             | Manchester                                                            | Italia                                                                | 0 – 2                                                                 | Argentina                                                             | Amichevole                                                            | -                                                                     | 74’                                                                   |
| Totale                                                                |                                                                       | Presenze                                                              | 1                                                                     |                                                                       | Reti                                                                  | 0                                                                     |                                                                       |

| Cronologia completa delle presenze e delle reti in nazionale ― Italia under 21 | Cronologia completa delle presenze e delle reti in nazionale ― Italia under 21 | Cronologia completa delle presenze e delle reti in nazionale ― Italia under 21 | Cronologia completa delle presenze e delle reti in nazionale ― Italia under 21 | Cronologia completa delle presenze e delle reti in nazionale ― Italia under 21 | Cronologia completa delle presenze e delle reti in nazionale ― Italia under 21 | Cronologia completa delle presenze e delle reti in nazionale ― Italia under 21 | Cronologia completa delle presenze e delle reti in nazionale ― Italia under 21 |
| Data                                                                           | Città                                                                          | In casa                                                                        | Risultato                                                                      | Ospiti                                                                         | Competizione                                                                   | Reti                                                                           | Note                                                                           |
| ------------------------------------------------------------------------------ | ------------------------------------------------------------------------------ | ------------------------------------------------------------------------------ | ------------------------------------------------------------------------------ | ------------------------------------------------------------------------------ | ------------------------------------------------------------------------------ | ------------------------------------------------------------------------------ | ------------------------------------------------------------------------------ |
| 1-9-2017                                                                       | Toledo                                                                         | Spagna under 21                                                                | 3 – 0                                                                          | Italia under 21                                                                | Amichevole                                                                     | -                                                                              | 86’                                                                            |
| 4-9-2017                                                                       | Cittadella                                                                     | Italia under 21                                                                | 4 – 1                                                                          | Slovenia under 21                                                              | Amichevole                                                                     | 1                                                                              | 55’                                                                            |
| 5-10-2017                                                                      | Budapest                                                                       | Ungheria under 21                                                              | 2 – 6                                                                          | Italia under 21                                                                | Amichevole                                                                     | 2                                                                              | 46’                                                                            |
| 10-10-2017                                                                     | Ferrara                                                                        | Italia under 21                                                                | 4 – 0                                                                          | Marocco under 21                                                               | Amichevole                                                                     | 1                                                                              | 63’                                                                            |
| 14-11-2017                                                                     | Frosinone                                                                      | Italia under 21                                                                | 3 – 2                                                                          | Russia under 21                                                                | Amichevole                                                                     | -                                                                              |                                                                                |
| 25-5-2018                                                                      | Estoril                                                                        | Portogallo under 21                                                            | 3 – 2                                                                          | Italia under 21                                                                | Amichevole                                                                     | -                                                                              | 55’                                                                            |
| 6-9-2018                                                                       | Dunajská Streda                                                                | Slovacchia under 21                                                            | 3 – 0                                                                          | Italia under 21                                                                | Amichevole                                                                     | -                                                                              | 79’                                                                            |
| 11-9-2018                                                                      | Cagliari                                                                       | Italia under 21                                                                | 3 – 1                                                                          | Albania under 21                                                               | Amichevole                                                                     | -                                                                              | 37’                                                                            |
| 15-11-2018                                                                     | Ferrara                                                                        | Italia under 21                                                                | 1 – 2                                                                          | Inghilterra under 21                                                           | Amichevole                                                                     | -                                                                              |                                                                                |
| 19-11-2018                                                                     | Reggio Emilia                                                                  | Italia under 21                                                                | 1 – 2                                                                          | Germania under 21                                                              | Amichevole                                                                     | -                                                                              |                                                                                |
| 21-3-2019                                                                      | Trieste                                                                        | Italia under 21                                                                | 0 – 0                                                                          | Austria under 21                                                               | Amichevole                                                                     | -                                                                              |                                                                                |
| 25-3-2019                                                                      | Frosinone                                                                      | Italia under 21                                                                | 2 – 2                                                                          | Croazia under 21                                                               | Amichevole                                                                     | -                                                                              |                                                                                |
| 16-6-2019                                                                      | Bologna                                                                        | Italia under 21                                                                | 3 – 1                                                                          | Spagna under 21                                                                | Europeo Under-21 2019 - 1º turno                                               | -                                                                              | 60’                                                                            |
| 19-6-2019                                                                      | Bologna                                                                        | Italia under 21                                                                | 0 – 1                                                                          | Polonia under 21                                                               | Europeo Under-21 2019 - 1º turno                                               | -                                                                              |                                                                                |
| 22-6-2019                                                                      | Reggio Emilia                                                                  | Belgio under 21                                                                | 1 – 3                                                                          | Italia under 21                                                                | Europeo Under-21 2019 - 1º turno                                               | 1                                                                              |                                                                                |
| 10-10-2019                                                                     | Dublino                                                                        | Irlanda under 21                                                               | 0 – 0                                                                          | Italia under 21                                                                | Qual. Europeo Under-21 2021                                                    | -                                                                              | 46’                                                                            |
| 14-10-2019                                                                     | Erevan                                                                         | Armenia under 21                                                               | 0 – 1                                                                          | Italia under 21                                                                | Qual. Europeo Under-21 2021                                                    | -                                                                              |                                                                                |
| 16-11-2019                                                                     | Ferrara                                                                        | Italia under 21                                                                | 3 – 0                                                                          | Islanda under 21                                                               | Qual. Europeo Under-21 2021                                                    | 2                                                                              | 90+3’                                                                          |
| 19-11-2019                                                                     | Catania                                                                        | Italia under 21                                                                | 6 – 0                                                                          | Armenia under 21                                                               | Qual. Europeo Under-21 2021                                                    | -                                                                              |                                                                                |
| 8-9-2020                                                                       | Kalmar                                                                         | Svezia under 21                                                                | 3 – 0                                                                          | Italia under 21                                                                | Qual. Europeo Under-21 2021                                                    | -                                                                              | cap.                                                                           |
| 13-10-2020                                                                     | Pisa                                                                           | Italia under 21                                                                | 2 – 0                                                                          | Irlanda under 21                                                               | Qual. Europeo Under-21 2021                                                    | 1                                                                              | cap.                                                                           |
| 24-3-2021                                                                      | Celje                                                                          | Rep. Ceca under 21                                                             | 1 – 1                                                                          | Italia under 21                                                                | Europeo Under-21 2021 - 1º turno                                               | -                                                                              | cap. 73’                                                                       |
| 27-3-2021                                                                      | Maribor                                                                        | Spagna under 21                                                                | 0 – 0                                                                          | Italia under 21                                                                | Europeo Under-21 2021 - 1º turno                                               | -                                                                              | cap. 70’                                                                       |
| 30-3-2021                                                                      | Maribor                                                                        | Italia under 21                                                                | 4 – 0                                                                          | Slovenia under 21                                                              | Europeo Under-21 2021 - 1º turno                                               | 2                                                                              | cap. 86’                                                                       |
| 31-5-2021                                                                      | Lubiana                                                                        | Portogallo under 21                                                            | 5 – 3 dts                                                                      | Italia under 21                                                                | Europeo Under-21 2021 - Quarti di finale                                       | 1                                                                              | 81’ 114’                                                                       |
| Totale                                                                         |                                                                                | Presenze                                                                       | 25                                                                             |                                                                                | Reti                                                                           | 11                                                                             |                                                                                |

## Palmarès
- Golden Boy: 1

Miglior italiano Under-21: 2018